# Ночь в Толедо
«Ночь в Толедо» (исп. La Noche de Toledo) — комедия испанского драматурга Лопе де Веги, написанная предположительно в 1605 году и опубликованная в 1612. В её сюжете исследователи находят явное сходство с одной из «Назидательных новелл» Сервантеса — «Высокородная судомойка».
В тексте пьесы упоминается рождение принца Филиппа (впоследствии короля Филиппа IV), которое произошло 8 апреля 1605 года. Исследователи полагают, что «Ночь в Толедо» была написана вскоре после этого события, то есть в 1605 году. Она была опубликована в 1612 году в составе «III части комедий Лопе де Вега и других авторов»; в 1618 году Лопе включил «Ночь в Толедо» в перечень своих пьес, дополнивший второе издание романа «Странник в своём отечестве».
«Ночь в Толедо» стала одной из самых известных и востребованных в испанских театрах «комедий интриги» Лопе. Сюжетный приём, впервые использованный здесь драматургом, когда герои в темноте попадают не туда, куда им нужно, а туда, куда их завели другие персонажи, впоследствии стали называть «толедская ночь». Его использовали и сам Лопе, и многие его подражатели.